# 相变晶体学
相变晶体学是研究材料相变过程中生成相与母相之间位向关系，界面取向，界面结构，择优选择，界面迁移等的一门学科[1-2]。相变晶体学起源于人们对钢铁相变的认识。在1950年左右，马氏体表象理论的提出建立了相变晶体学的基础。目前相变晶体学的理论丰富包括O点阵，边-边匹配模型，马氏体相变晶体学，马氏体表象理论，三维近重位点阵模型等模型，帮助定量理解组织形成。下图给出了FCC/BCC系统中几种常见的晶格关系。具体的相变晶体学计算可以采用开源软件PTCLab （页面存档备份，存于）计算。

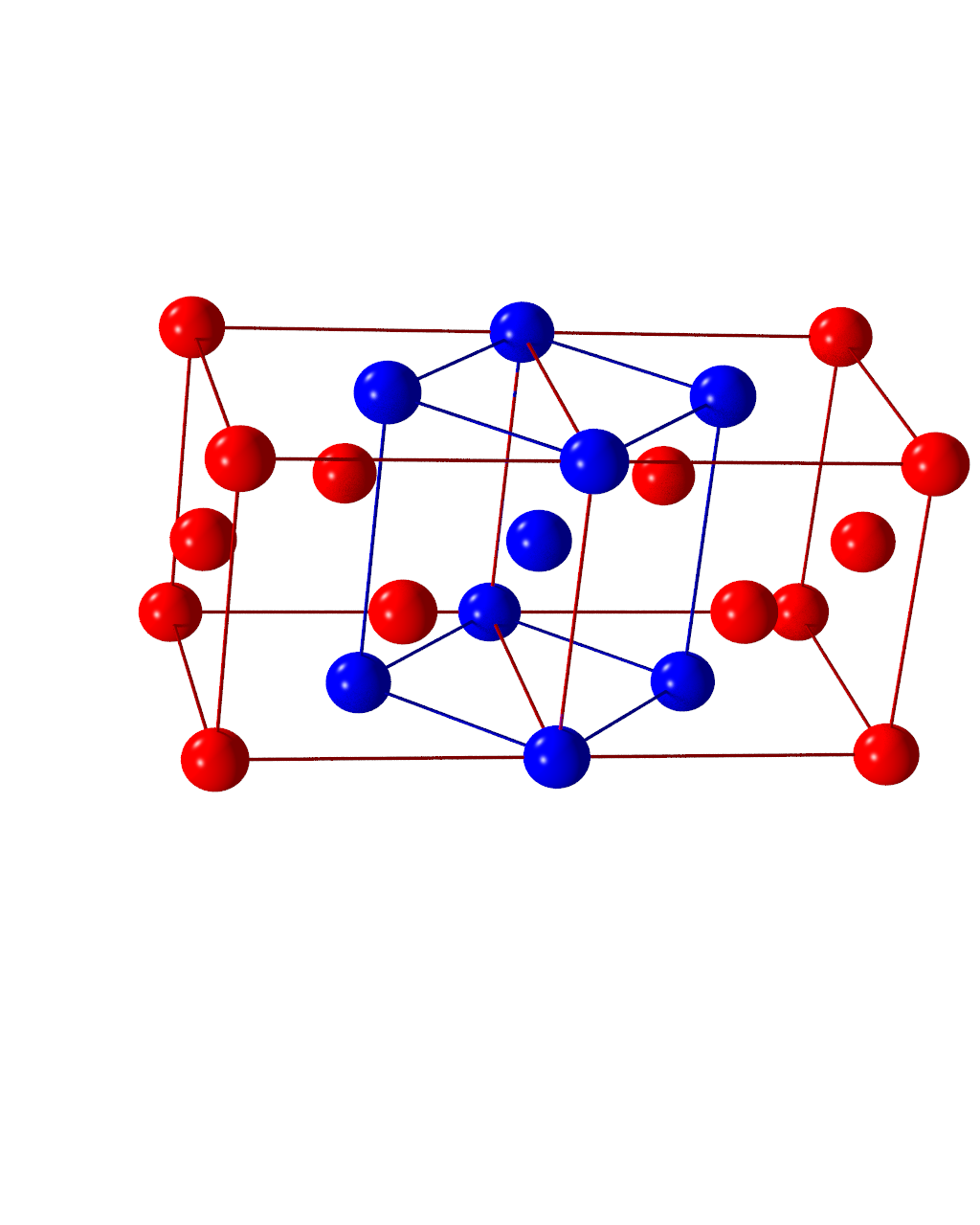
FCC晶格结构中BCT结构
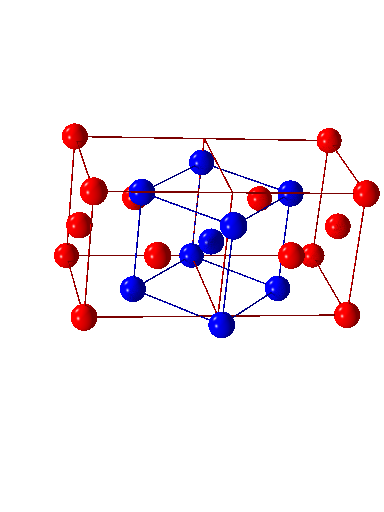
Bain对应关系
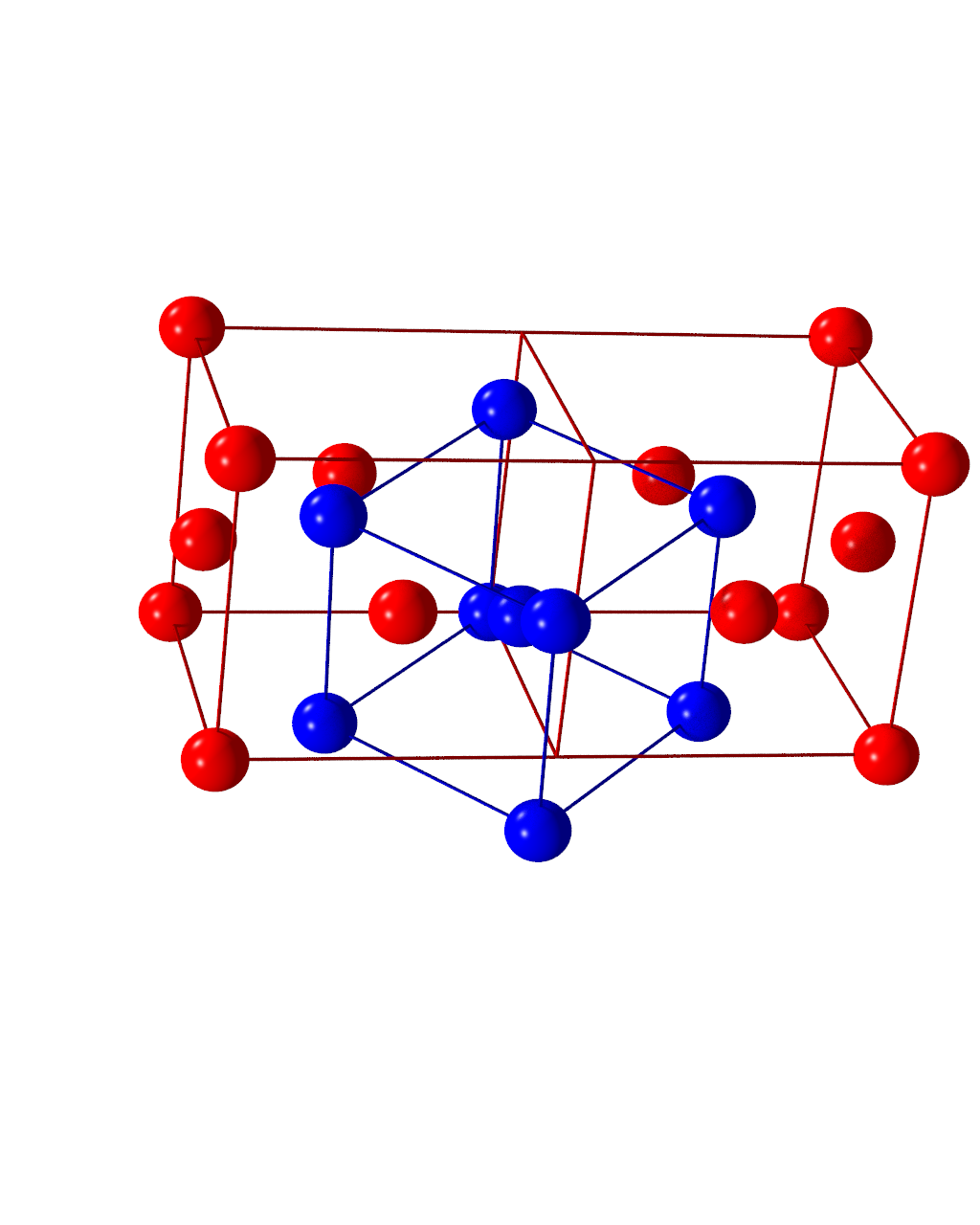
K-S 位向关系
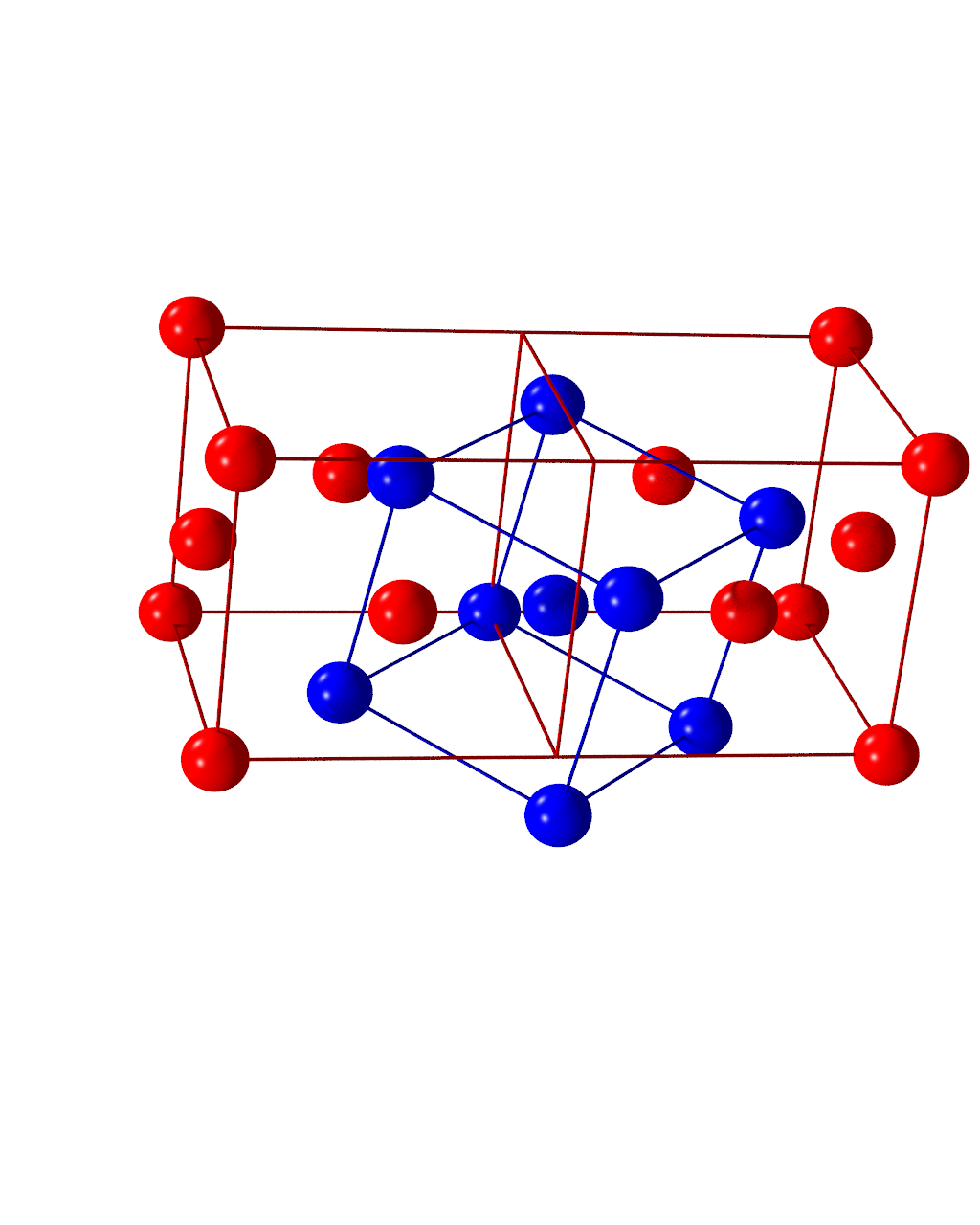
N-W 位向关系